# Campionati europei di atletica leggera indoor 2019 - 60 metri ostacoli maschili
La specialità dei 60 metri ostacoli maschili ai campionati europei di atletica leggera indoor di Glasgow 2019 si è svolta il 2 e 3 marzo 2019 presso la Commonwealth Arena and Sir Chris Hoy Velodrome.
La gara è stata vinta dal cipriota Milan Trajkovic con il tempo di 7"60 in finale.

## Podio
| Pos.    | Atleta                  | Nazionalità |
| ------- | ----------------------- | ----------- |
| Oro     | Milan Trajkovic         | Cipro       |
| Argento | Pascal Martinot-Lagarde | Francia     |
| Bronzo  | Aurel Manga             | Francia     |

## Record
| Record               | Record        | Record | Record                 | Record        |
| -------------------- | ------------- | ------ | ---------------------- | ------------- |
| Record del Mondo     | Colin Jackson | 7.30   | Sindelfingen, Germania | 6 marzo 1994  |
| Record europeo       | Colin Jackson | 7.30   | Sindelfingen, Germania | 6 marzo 1994  |
| Recor dei campionati | Colin Jackson | 7.39   | Parigi, Francia        | 12 marzo 1994 |

## Programma
| Data         | Ora   | Turno      |
| ------------ | ----- | ---------- |
| 2 marzo 2019 | 12:02 | Batterie   |
| 2 marzo 2019 | 11:05 | Semifinali |
| 2 marzo 2019 | 18:10 | Finale     |

## Risultati

### Batterie

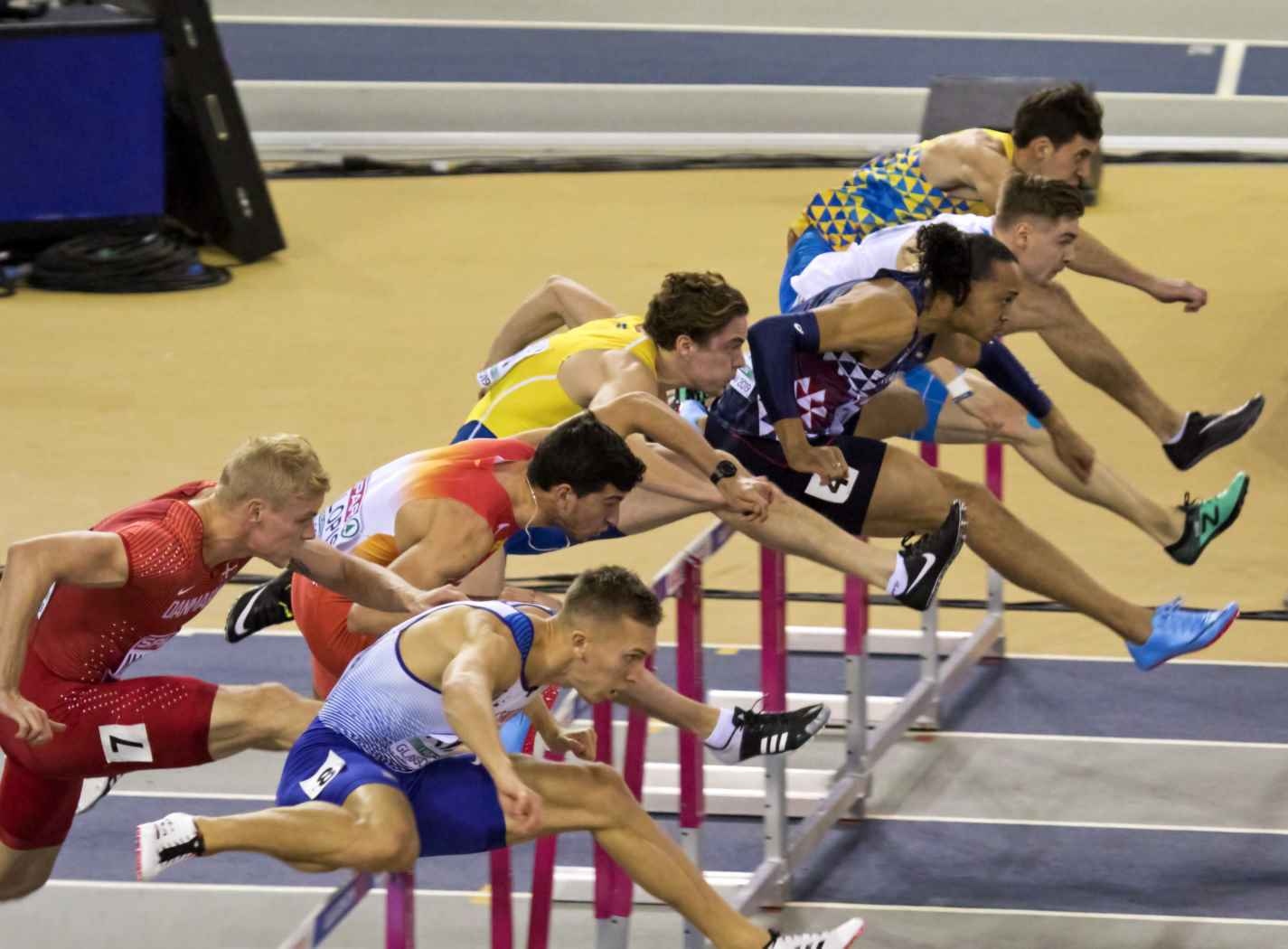
Heat 4

I primi tre atleti classificati in ogni batteria e i migliori sei tempi dei non qualificati avanzano in semifinale.
| Posizione | Batteria | Atleta                  | Nazione       | Tempo | Note   |
| --------- | -------- | ----------------------- | ------------- | ----- | ------ |
| 1         | 1        | Orlando Ortega          | Spagna        | 7.61  | Q      |
| 2         | 1        | Andy Pozzi              | Gran Bretagna | 7.62  | Q, SB  |
| 3         | 4        | Pascal Martinot-Lagarde | Francia       | 7.64  | Q      |
| 4         | 2        | Aurel Manga             | Francia       | 7.64  | Q      |
| 5         | 3        | Milan Trajkovic         | Cipro         | 7.65  | Q      |
| 6         | 4        | Elmo Lakka              | Finlandia     | 7.65  | Q, PB  |
| 7         | 4        | David King              | Gran Bretagna | 7.66  | Q      |
| 8         | 2        | Konstadinos Douvalidis  | Grecia        | 7.69  | Q, SB  |
| 8         | 3        | Wilhem Belocian         | Francia       | 7.69  | Q      |
| 10        | 2        | Valdó Szűcs             | Ungheria      | 7.69  | Q, =PB |
| 11        | 1        | Lorenzo Perini          | Italia        | 7.74  | Q      |
| 12        | 3        | Vitali Parakhonka       | Bielorussia   | 7.79  | Q      |
| 13        | 3        | Damian Czykier          | Polonia       | 7.82  | q      |
| 14        | 4        | Anton Levin             | Svezia        | 7.84  | q      |
| 15        | 4        | Enrique Llopis          | Spagna        | 7.85  | q      |
| 16        | 4        | Andreas Martinsen       | Danimarca     | 7.87  | q      |
| 17        | 2        | Fredrick Ekholm         | Svezia        | 7.89  |        |
| 18        | 3        | Tobias Furer            | Svizzera      | 7.90  |        |
| 19        | 4        | Artem Shamatryn         | Ucraina       | 7.90  |        |
| 20        | 3        | Max Hrelja              | Svezia        | 7.92  |        |
| 21        | 1        | Dominik Bochenek        | Polonia       | 7.92  |        |
| 22        | 1        | Brahian Peña            | Svizzera      | 7.93  |        |
| 23        | 3        | Bohdan Chornomaz        | Ucraina       | 7.94  |        |
| 24        | 2        | Filip Jakob Demšar      | Slovenia      | 7.96  |        |
| 25        | 2        | Oleksiy Kasyanov        | Ucraina       | 7.98  | SB     |
| 26        | 2        | Luca Trgovčević         | Serbia        | 8.00  |        |
| 27        | 3        | Mikdat Sevler           | Turchia       | 8.01  |        |
| 28        | 1        | Rasul Dabó              | Portogallo    | 8.03  |        |
| 29        | 1        | Kristaps Sietiņš        | Lettonia      | 8.05  |        |
| -         | 2        | Yidiel Contreras        | Spagna        | dq    | R162.8 |

### Semifinale

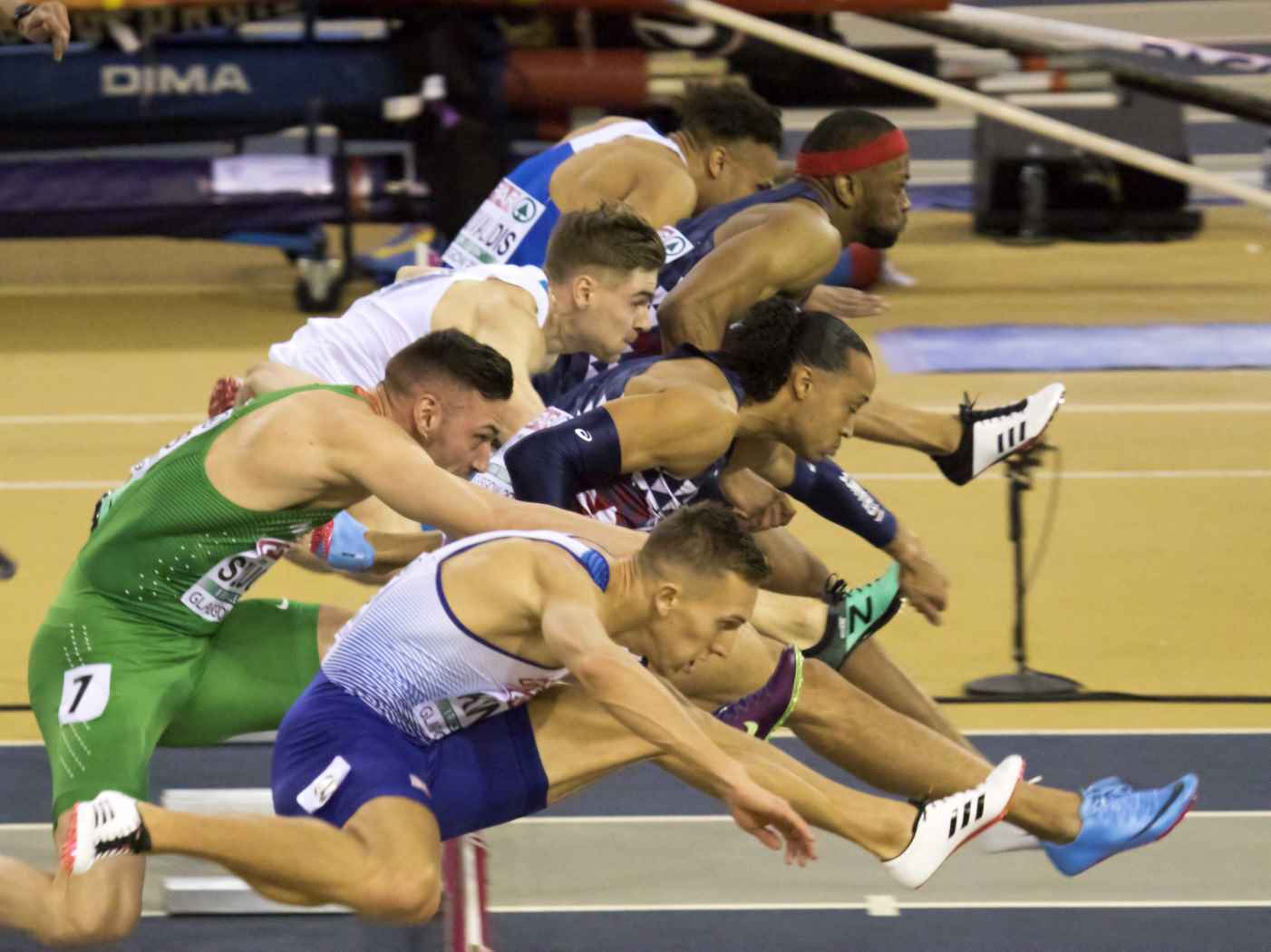
Semifinale 1

Qualificazione: i primi tre di ogni gruppo (Q) e i migliori due tempi più veloci tra i non qualificati (q) avanzano in finale.
| Class. | Gruppo | Atleta                  | Nazione       | Tempo | Note  |
| ------ | ------ | ----------------------- | ------------- | ----- | ----- |
| 1      | 2      | Orlando Ortega          | Spagna        | 7.57  | Q     |
| 2      | 2      | Andy Pozzi              | Gran Bretagna | 7.61  | Q, SB |
| 3      | 1      | Aurel Manga             | Francia       | 7.63  | Q     |
| 4      | 1      | Pascal Martinot-Lagarde | Francia       | 7.64  | Q     |
| 5      | 1      | Konstadinos Douvalidis  | Grecia        | 7.66  | Q, SB |
| 6      | 2      | Wilhem Belocian         | Francia       | 7.66  | Q     |
| 7      | 2      | Milan Trajkovic         | Cipro         | 7.69  | q     |
| 8      | 1      | Elmo Lakka              | Finlandia     | 7.70  | q     |
| 9      | 2      | Lorenzo Perini          | Italia        | 7.70  |       |
| 10     | 1      | David King              | Gran Bretagna | 7.71  |       |
| 11     | 2      | Vitali Parakhonka       | Bielorussia   | 7.72  |       |
| 12     | 1      | Valdó Szűcs             | Ungheria      | 7.75  |       |
| 13     | 2      | Damian Czykier          | Polonia       | 7.77  |       |
| 14     | 1      | Enrique Llopis          | Spagna        | 7.87  |       |
| 15     | 1      | Anton Levin             | Svezia        | 7.93  |       |
| 16     | 2      | Andreas Martinsen       | Danimarca     | 7.96  |       |

### Finale

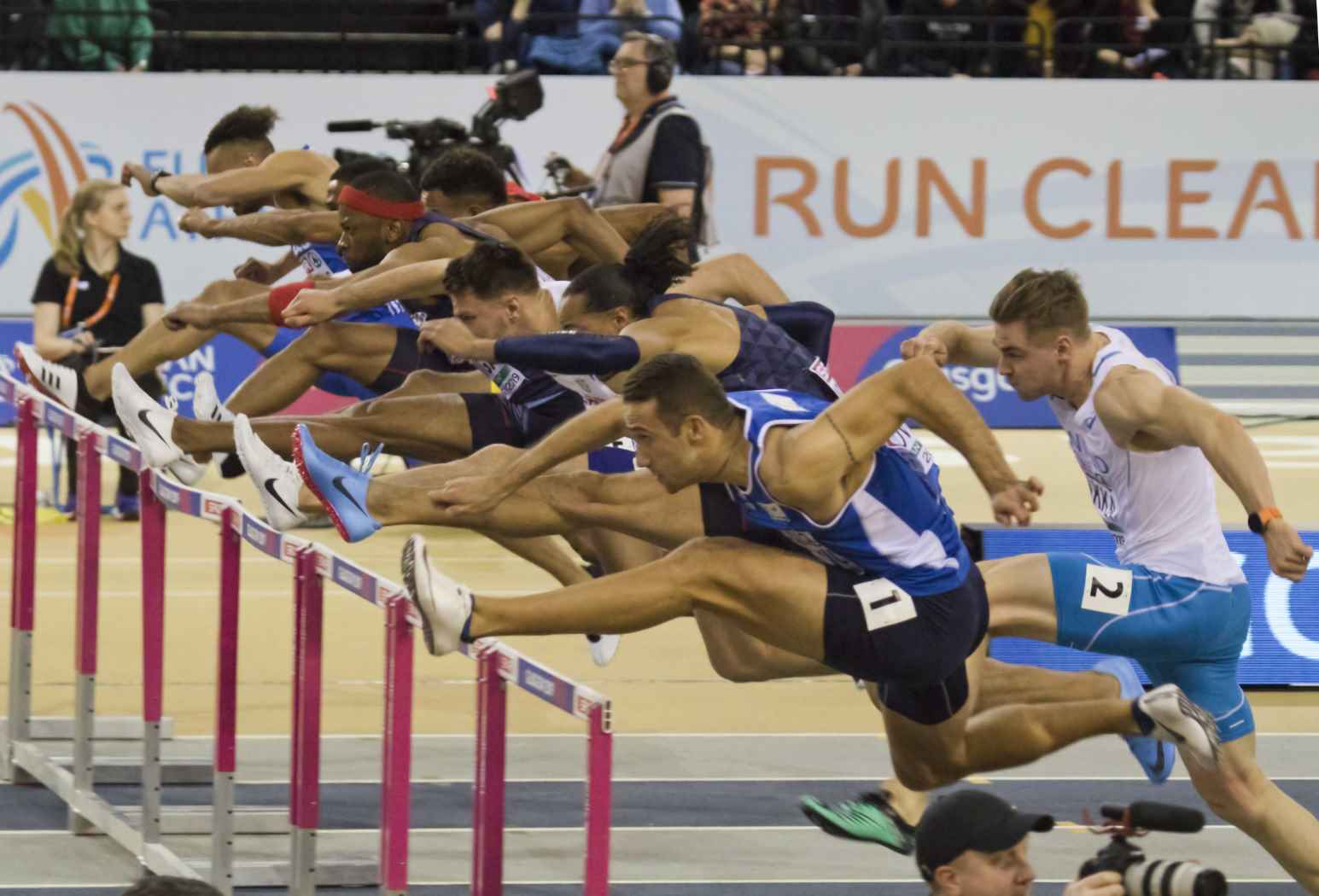
The final

| Posizione | Corsia | Atleta                  | Nazione       | Tempo | Note |
| --------- | ------ | ----------------------- | ------------- | ----- | ---- |
| Oro       | 1      | Milan Trajkovic         | Cipro         | 7.60  |      |
| Argento   | 3      | Pascal Martinot-Lagarde | Francia       | 7.61  |      |
| Bronzo    | 5      | Aurel Manga             | Francia       | 7.63  |      |
| 4         | 6      | Orlando Ortega          | Spagna        | 7.64  |      |
| 5         | 8      | Konstadinos Douvalidis  | Grecia        | 7.65  | SB   |
| 6         | 4      | Andy Pozzi              | Gran Bretagna | 7.68  |      |
| 7         | 7      | Wilhem Belocian         | Francia       | 7.68  |      |
| 8         | 2      | Elmo Lakka              | Finlandia     | 7.74  |      |